# São José do Xingu
São José do Xingu este un oraș în Mato Grosso (MT), Brazilia.